# Christian Iván Ramos
Christian Iván Ramos, conocido también como Iván Ramos (n. 28 de junio de 1994, Mechongué, Provincia de Buenos Aires), es un piloto argentino de automovilismo de velocidad. Iniciado en el ámbito del Karting, debutó profesionalmente en el año 2009, desarrollando su carrera en categorías de automóviles de turismo.
Compitió a nivel zonal y nacional en distintas categorías de su país, logrando títulos en zonal Turismo Special de la Costa (2019) y en los nacionales  Turismo 4000 Argentino (2013) y TC Mouras (2020).

## Biografía
Inició su carrera en el ámbito de los karts, compitiendo entre los años 2005 y 2008, obteniendo un campeonato (Juniors 2006) y un subcampeonato (Sudam 2008). Debutó en el automovilismo de velocidad en el año 2009, compitiendo en la categoría zonal Turismo Special de la Costa, donde se mantuvo hasta el año 2012, en el que obtuvo el subcampeonato. Tras su paso por esta categoría, ascendió al Turismo 4000 Argentino, donde se consagró campeón en su temporada debut, en el año 2013. Tras esta conquista, pasó a competir en la divisional TC Pista Mouras de la Asociación Corredores de Turismo Carretera, donde volvería a pelear el campeonato, quedando finalmente como subcampeón. 
En el año 2015 debutó en la divisional TC Mouras, compitiendo nuevamente sobre un Chevrolet Chevy del equipo Las Toscas Racing, sin embargo su paso por esta temporada solo duraría las dos primeras fechas, debiendo cumplir una sanción impuesta por su incidencia en la definición del campeonato 2015 del TCPM, tras lo cual no volvería a correr en todo el año. Tras esta fallida temporada, intentó relanzarse en el año 2016 al comando de un Dodge Cherokee del equipo Taco Competición, desarrollando apenas 5 competencias tras las cuales volvió a dejar la actividad. 
Tras su retiro, fue invitado a competencias especiales de TC Mouras y al mismo tiempo, tuvo la posibilidad de debutar en el Turismo Carretera compitiendo en calidad de invitado del piloto Nicolás González y compartiendo la conducción de una unidad Torino Cherokee en la competencia denominada "los 500 km de Olavarría".
Si bien se había alejado del ámbito nacional, su carrera continuó en el ámbito zonal al retornar en 2018 al Turismo Special de la Costa, donde conquistó el título en el año 2019, al comando de un Ford. Esta consagración le volvió a abrir las puertas a nivel nacional, regresando a la divisional TC Mouras en 2020, donde finalmente se proclamó campeón al comando de una unidad Torino Cherokee.

## Trayectoria deportiva
| Año       | Categoría                                 | Marca           |
| --------- | ----------------------------------------- | --------------- |
| 2005-2008 | Piloto de karts                           | Karting         |
| 2009      | Debut en Turismo Special de la Costa      | Chevrolet Chevy |
| 2010      | Turismo Special de la Costa               | Chevrolet Chevy |
| 2011      | Turismo Special de la Costa               | Chevrolet Chevy |
| 2012      | Subcampeón Turismo Special de la Costa    | Chevrolet Chevy |
| 2013      | Debut en Turismo 4000 Argentino. Campeón  | Chevrolet Chevy |
| 2014      | Debut en TC Pista Mouras. Subcampeón      | Chevrolet Chevy |
| 2015      | Debut en TC Mouras                        | Chevrolet Chevy |
| 2016      | TC Mouras, 5 carreras                     | Dodge Cherokee  |
| 2016      | Invitado a los 500 km de Olavarría del TC | Torino Cherokee |
| 2016      | Invitado en TC Mouras                     | Ford Falcon     |
| 2018      | Turismo Special de la Costa               | Ford Falcon     |
| 2019      | Campeón de Turismo Special de la Costa    | Ford Falcon     |
| 2020      | TC Mouras. Campeón                        | Torino Cherokee |

- [9]
- [10]

### Resultados completos TC Pista Mouras
| Año               | Año             | Fechas | Fechas | Fechas | Fechas | Fechas | Fechas | Fechas | Fechas | Fechas | Fechas | Fechas | Fechas | Fechas | Fechas | Posición final     |
| Equipo            | Automóvil       | Fechas | Fechas | Fechas | Fechas | Fechas | Fechas | Fechas | Fechas | Fechas | Fechas | Fechas | Fechas | Fechas | Fechas | Posición final     |
| ----------------- | --------------- | ------ | ------ | ------ | ------ | ------ | ------ | ------ | ------ | ------ | ------ | ------ | ------ | ------ | ------ | ------------------ |
| 2014              | 2014            | 01     | 02     | 03     | 04     | 05     | 06     | 07     | 08     | 09     | 10     | 11     | 12     | 13     | 14     | 2º (437.00 puntos) |
| Las Toscas Racing | Chevrolet Chevy | 3º     | 14     | 5º     | 4º     | 1º     | 1º     | 4º     | 2º     | 1º     | 1º     | 2º     | 15     | 7º     | 25     | 2º (437.00 puntos) |

### Resultados completos TC Mouras
| Año                | Año             | Fechas | Fechas | Fechas | Fechas | Fechas | Fechas | Fechas | Fechas | Fechas | Fechas | Fechas | Fechas | Fechas | Fechas | Fechas | Posición final      |  |
| Equipo             | Automóvil       | Fechas | Fechas | Fechas | Fechas | Fechas | Fechas | Fechas | Fechas | Fechas | Fechas | Fechas | Fechas | Fechas | Fechas | Fechas | Posición final      |  |
| ------------------ | --------------- | ------ | ------ | ------ | ------ | ------ | ------ | ------ | ------ | ------ | ------ | ------ | ------ | ------ | ------ | ------ | ------------------- |  |
| 2015               | 2015            | 01     | 02     | 03     | 04     | 05     | 06     | 07     | 08     | 09     | 10     | 11     | 12     | 13     | 14     |        | 29º (70.50 puntos)  |  |
| Las Toscas Racing  | Chevrolet Chevy | 9º     | 14     | Susp.  | Susp.  | NP     | NP     | NP     | NP     | NP     | NP     | NP     | NP     | NP     | NP     | NP     | 29º (70.50 puntos)  |  |
|                    |                 |        |        |        |        |        |        |        |        |        |        |        |        |        |        |        |                     |  |
| 2016               | 2016            | 01     | 02     | 03     | 04     | 05     | 06     | 07     | 08     | 09     | 10     | 11     | 12     | 13     | 14     | 15     | 24º (107.50 puntos) |  |
| Taco Competición   | Dodge Cherokee  | 8º     | 21     | 16     | 22     | 18     | NP     | NP     | NP     | NP     | NP     | NP     | NP     | NP     | NP     | NP     | 24º (107.50 puntos) |  |
|                    |                 |        |        |        |        |        |        |        |        |        |        |        |        |        |        |        |                     |  |
| 2020               | 2020            | 01     | 01     | 02     | 02     | 03     | 03     | 04     | 04     | 05     | 05     | 06     | 06     | 07     | 08     | 09     | 1º (525.00 puntos)  |  |
| Trotta Racing Team | Torino Cherokee | NP     | NP     | 2º     | 2º     | 2º     | 2º     | 1º     | 1º     | 5º     | 5º     | 10     | 10     | 2º     | 4º     | 9º     | 1º (525.00 puntos)  |  |

## Palmarés
| Título  | Categoría                   | Automóvil       | Año  |
| ------- | --------------------------- | --------------- | ---- |
| Campeón | Turismo 4000 Argentino      | Chevrolet Chevy | 2013 |
| Campeón | Turismo Special de la Costa | Ford Falcon     | 2019 |
| Campeón | TC Mouras                   | Torino Cherokee | 2020 |

### Otras distinciones
| Título     | Categoría                   | Automóvil       | Año  |
| ---------- | --------------------------- | --------------- | ---- |
| Subcampeón | Turismo Special de la Costa | Chevrolet Chevy | 2012 |
| Subcampeón | TC Pista Mouras             | Chevrolet Chevy | 2014 |